# Lubiechowo (województwo wielkopolskie)
Lubiechowo – wieś w Polsce położona w województwie wielkopolskim, w powiecie grodziskim, w gminie Kamieniec.
Wieś szlachecka Liubiechowo położona była w 1580 roku w powiecie kościańskim województwa poznańskiego.
W okresie Wielkiego Księstwa Poznańskiego (1815-1848) miejscowość wzmiankowana jako Lubiechow należała do wsi większych w ówczesnym pruskim powiecie Kosten rejencji poznańskiej. Lubiechow należał do okręgu wielichowskiego tego powiatu i stanowił część majątku Parzęczew, którego właścicielem był wówczas Adolf Potworowski. Według spisu urzędowego z 1837 roku Lubiechow liczył 135 mieszkańców, którzy zamieszkiwali 17 dymów (domostw).
W latach 1975–1998 miejscowość administracyjnie należała do województwa poznańskiego.
Zobacz też: Lubiechowo, Lubiechów
Według danych z 2011 roku miejscowość zamieszkiwało 285 osób.